# SN 1976B
SN 1976B – supernowa typu I odkryta 5 kwietnia 1976 roku w galaktyce NGC 4402. Jej maksymalna jasność wynosiła 15,10m.